# Chrysotus mirandus
Chrysotus mirandus är en tvåvingeart som beskrevs av Van Duzee 1927. Chrysotus mirandus ingår i släktet Chrysotus och familjen styltflugor.
Artens utbredningsområde är Kuba. Inga underarter finns listade i Catalogue of Life.